# Contea autonoma Yao di Ruyuan
La contea autonoma Yao di Ruyuan (乳源瑶族自治县S, RǔyuánP) è una contea della Cina, situata nella provincia del Guangdong e amministrata dalla prefettura di Shaoguan.